# PARVA
PARVA (англ. Parvin alpha) – білок, який кодується однойменним геном, розташованим у людей на короткому плечі 11-ї хромосоми. Довжина поліпептидного ланцюга білка становить 372 амінокислот, а молекулярна маса — 42 244.
| 10         |  | 20         |  | 30         |  | 40         |  | 50         |
| ---------- |  | ---------- |  | ---------- |  | ---------- |  | ---------- |
| MATSPQKSPS |  | VPKSPTPKSP |  | PSRKKDDSFL |  | GKLGGTLARR |  | KKAKEVSELQ |
| EEGMNAINLP |  | LSPIPFELDP |  | EDTMLEENEV |  | RTMVDPNSRS |  | DPKLQELMKV |
| LIDWINDVLV |  | GERIIVKDLA |  | EDLYDGQVLQ |  | KLFEKLESEK |  | LNVAEVTQSE |
| IAQKQKLQTV |  | LEKINETLKL |  | PPRSIKWNVD |  | SVHAKSLVAI |  | LHLLVALSQY |
| FRAPIRLPDH |  | VSIQVVVVQK |  | REGILQSRQI |  | QEEITGNTEA |  | LSGRHERDAF |
| DTLFDHAPDK |  | LNVVKKTLIT |  | FVNKHLNKLN |  | LEVTELETQF |  | ADGVYLVLLM |
| GLLEGYFVPL |  | HSFFLTPDSF |  | EQKVLNVSFA |  | FELMQDGGLE |  | KPKPRPEDIV |
| NCDLKSTLRV |  | LYNLFTKYRN |  | VE         |  |            |  |            |

A: Аланін

C: Цистеїн

D: Аспарагінова кислота

E: Глутамінова кислота

F: Фенілаланін

G: Гліцин

H: Гістидин

I: Ізолейцин

K: Лізин

L: Лейцин

M: Метіонін

N: Аспарагін

P: Пролін

Q: Глутамін

R: Аргінін

S: Серин

T: Треонін

V: Валін

W: Триптофан

Кодований геном білок за функцією належить до фосфопротеїнів. 
Задіяний у таких біологічних процесах, як клітинна адгезія, пдтримання форми клітини, ангіогенез, хемотаксис, біогенез та деградація війок, ацетилювання, альтернативний сплайсинг. 
Білок має сайт для зв'язування з молекулою актину. 
Локалізований у клітинній мембрані, цитоплазмі, цитоскелеті, мембрані, клітинних контактах.